# Karl Bernhard Jäger
Pour les articles homonymes, voir Jäger.
Karl Bernhard Jäger (né le 29 mai 1825 à Lobenstein et mort le 25 mai 1900 à Hirschberg) est un juriste et député du Reichstag.

## Biographie
Hunter effectue ses études secondaires à Gera et étudie le droit à Iéna, Leipzig et Erlangen. Il travaille ensuite comme avocat à Hirschberg, où il est également maire. En 1848, il est élu au Landtag de la principauté Reuss branche cadette, dont il reste membre, avec une interruption, de 1856 à 1861 jusqu'en 1878.
De 1867 à 1871, il est membre du Reichstag et du Reichstag de la Confédération de l'Allemagne du Nord. Entre 1878 et 1881, il est membre du Parti national-libéral du Reichstag pour la circonscription de la principauté Reuss branche cadette.